# Specioza Wandira-Kazibwe
Specioza Naigaga Wandira-Kazibwe, née le 1er juillet 1955, est une chirurgienne et femme politique ougandaise. Elle est vice-présidente de l'Ouganda de 1994 à 2003, devenant la première femme à occuper un poste de vice-président d'une nation souveraine, en Afrique. Subissant par ailleurs des violences conjugales, elle crée une controverse en 2002, en annonçant publiquement son intention de divorcer. Elle quitte finalement ses fonctions politiques, à la suite de cette controverse. En août 2013, elle est nommée envoyée spécial des Nations unies pour le SIDA en Afrique.

## Biographie

### Origines
Specioza Wandira-Kazibwe est née dans le district d'Iganga le 1er juillet 1955. Elle est formée au Collège Namagunga de Mount Saint Mary, un internat féminin catholique, près de la ville de Lugazi. En 1974, elle entre à l'école de médecine de l’université Makerere, obtenant le baccalauréat en médecine et un baccalauréat en chirurgie en 1979. Plus tard, elle obtient, dans le même établissement un diplôme de spécialisation en chirurgie générale. Elle commence sa carrière politique en tant que membre de la jeunesse et du mouvement féminin du Parti démocrate. Elle remporte en 1987 sa première élection en tant que chef du village, sur une liste du Mouvement de résistance nationale, un parti fondé par Yoweri Museveni. Elle est ensuite élue représentante des femmes pour le district de Kampala et devient présidente du Comité consultatif pour la campagne électorale de Yoweri Museveni. Celui-ci, resté longtemps dans l'opposition puis dans la lutte armée au dictateur Idi Amin Dada, s'est à son tour emparé du pouvoir, après quinze ans de maquis, et s'accroche à ce pouvoir, refusant le multipartisme. Ce régime est cependant perçu par les pays occidentaux comme un contre-poids utile face aux islamistes au pouvoir au Soudan, et un élément de relative stabilité dans cette région des grands lacs, où les tensions ethniques sont de plus en plus dramatiques.
En 1989, Specioza Wandira-Kazibwe est nommée par Yoweri Museveni ministre adjointe de l'Industrie, un poste qu'elle occupe jusqu'en 1991. De 1991 à 1994, elle sert comme ministre de l'Égalité et du Développement communautaire. Elle est membre de l'Assemblée constitutionnelle qui rédige la nouvelle constitution de l'Ouganda en 1994 et 1995. En 1996, elle est élue députée de la circonscription de Kigulu Sud dans le district d'Iganga. Ces élections, auxquelles Yoweri Museveni a finalement consenti, sont un succès pour son pouvoir. De 1994 à 2003, Specioza Wandira-Kazibwe devient vice-présidente de l'Ouganda et ministre de l'Agriculture, de l'Élevage et de la Pêche. Le pouvoir parraine clairement quelques personnalités féminines, dont Spécioza Kazibwe, mais aussi par exemple Miria Matembe (en) ou la propre femme du président, Janet Museveni, avec une politique de discrimination positive et un discours d’émancipation. Mais il fait également de ces personnalités féminines un instrument de communication à l’intérieur, vers l'électorat féminin, et à l'extérieur.
En collaboration avec l'Organisation de l'unité africaine et la Commission économique des Nations unies pour l'Afrique, Spécioza Kazibwe fonde, en 1998, le Comité des femmes africaines pour la paix et le développement (CFAPD). En 1998 encore, l'Organisation des Nations unies pour l'alimentation et l'agriculture (FAO) lui décerne une médaille "Ceres" pour sa « contribution à la sécurité alimentaire et l'éradication de la pauvreté ».
En avril 2002, elle crée toutefois une controverse en annonçant qu’elle demande le divorce avec son mari, refusant d'être victime de violence domestique,. La polygamie et les violences faites aux femmes sont relativement fréquentes en Ouganda, mais le divorce est relativement rare. Que cette demande de divorce fasse controverse montre les limites de l'émancipation des femmes mises en avant par le pouvoir. Son mari s’oppose au divorce, citant sa foi catholique, et tentant de justifier certains de ses gestes,.
Le 21 mai 2003, elle démissionne de ses postes au gouvernement, demandant à être autorisée à reprendre des études. Elle complète un doctorat à l'université Harvard,. En 2009, elle reçoit le diplôme de docteur en sciences, par la Harvard School of Public Health. En août 2013, elle est nommée envoyée spéciale des Nations unies pour le VIH / SIDA en Afrique par le secrétaire général des Nations unies, Ban Ki-moon.